# Stanislav Malůš
Stanislav Malůš (* 5. listopadu 1977 Uherské Hradiště) je bývalý český fotbalový obránce či záložník.

## Hráčská kariéra
Hlucký odchovanec nastoupil za Slováckou Slavii Uh. Hradiště v 1 utkání nejvyšší soutěže, tamtéž nastupoval i ve druhé lize. V Moravskoslezské fotbalové lize hrál za Kunovice. Od jara 2002 hrál v Rakousku (Pitten SVg jaro 2002–podzim 2006, Mönichkirchen FC jaro 2007, Pitten SVg 2007/08–2009/10, SV Bad Erlach jaro 2011–2013/14 a Sportunion St. Veit/Gölsen 2014/15–2015/16), působil i na Slovensku.

## Ligová bilance
| Ročník                  | Zápasy | Góly | Minuty | Klub             |
| ----------------------- | ------ | ---- | ------ | ---------------- |
| I. liga 1995/96         | 1      | 0    | 27     | Uherské Hradiště |
| II. liga 1996/97        | 11     | 1    | –      | Uherské Hradiště |
| II. liga 1997/98        | 23     | 0    | –      | Uherské Hradiště |
| MSFL 1998/99            | –      | 0    | –      | FK Kunovice      |
| MSFL 1999/00            | –      | 2    | –      | FK Kunovice      |
| MSFL 2000/01            | –      | 1    | –      | FK Kunovice      |
| MSFL 2001/02            | –      | 0    | –      | FK Kunovice      |
| CELKEM I. LIGA          | 1      | 0    | 27     |                  |
| CELKEM II. LIGA         | 34     | 1    | –      |                  |
| CELKEM III. LIGA – MSFL | –      | 3    | –      |                  |